# Kellerwald
Het Kellerwald is een laaggebergte in Noordhessen, Duitsland, met een maximale hoogte van 675 meter.
Het gesteente in dit gebied gaat op het Paleozoïcum terug. Geologisch hoort de Kellerwald tot het oostelijkste aanhangsel van het Rijnlands leisteenplateau (middelgebergte). Het grote beukenbos van het Kellerwald is in 2011 door de UNESCO erkend als werelderfgoed als onderdeel van het Unesco-erfgoed Oude en voorhistorische beukenbossen van de Karpaten en andere regio's van Europa.

## Wandelen
De Kellerwaldsteig is een 156 km lange wandelroute. Bergen en gemeenten in de Natuurpark Edersee en het Nationaal Park Kellerwald-Edersee kunnen langs dit pad bereikt worden.
Sinds 2005 is er een pad door spontane bossen van 68 km lengte rond de Edersee.(De Urwaldsteig).